# Římskokatolická farnost Prace
Římskokatolická farnost Prace je územní společenství římských katolíků s farním kostelem Povýšení svatého Kříže v obci Prace v děkanství šlapanickém.

## Historie farnosti
Vesnice Prace byla v roce 1362 zakoupena stoliční kapitulou v Brně a místním farářem se následně stal brněnský rodák Ulrich. Pracká fara zanikla za třicetileté války, kdy okolí zpustošili Švédové. Obec byla následně přifařena Šlapanic. Farnost byla obnovena díky prostředkům Náboženského fondu a následnému výnosu císařsko-královského ministerstva kultu ze dne 24. srpna 1849.
Původní zchátralý pracký kostel byl v 18. století zbořen a na jeho místě byl v letech 1728–1730 vybudován nový barokní kostel Povýšení svatého Kříže.

## Duchovní správci
Farnost byla dříve spravována excurrendo z farnosti Šaratice. Administrátorem excurrendo byl od 1. srpna 2010 do července 2013 P. Marek Slatinský. Od 1. srpna 2013 se jím stal P. Ladislav Kozubík, SDB z farnosti Telnice. Od 1. srpna 2015 byl administrátorem excurrendo R. D. Mgr. Vladimír Langer z farnosti Telnice. Toho k 1. srpnu 2019 vystřídal R. D. Mgr. ICLic. Oldřich Chocholáč.

## Bohoslužby
| Kostel    | Místo | Bohoslužba (den) | Hodina      | Poznámka     |
| --------- | ----- | ---------------- | ----------- | ------------ |
| sv. Kříže | Prace | neděle čtvrtek   | 10.30 18.00 | Farní kostel |

## Aktivity ve farnosti
Ve farnosti funguje ekonomická rada.  Podle sčítání účastníků bohoslužeb 12. října 2014 se těchto nedělních bohoslužeb v Praci zúčastnilo 104 věřích.
Farnost se účastní akce Tříkrálová sbírka. V roce 2015 se při ní vybralo 32 224 korun.
Na 19. září připadá Den vzájemných modliteb farností za bohoslovce a bohoslovců za farnosti brněnské diecéze. Adorační den se koná 21. listopadu.